# Holly Lake Ranch
Holly Lake Ranch – jednostka osadnicza w Stanach Zjednoczonych, w stanie Teksas, w hrabstwie Wood.